# Clastoptera flavidorsa
Clastoptera flavidorsa är en insektsart som beskrevs av Metcalf och Bruner 1925. Clastoptera flavidorsa ingår i släktet Clastoptera och familjen Clastopteridae. Inga underarter finns listade i Catalogue of Life.